# Karnkowskie Rumunki
Karnkowskie Rumunki is een plaats in het Poolse district  Lipnowski, woiwodschap Koejavië-Pommeren. De plaats maakt deel uit van de gemeente Lipno en telt 150 inwoners.